# فرودگاه بوندیبوگیو
فرودگاه بوندیبوگیو (به انگلیسی: Bundibugyo Airport) یک فرودگاه غیرنظامی است که یک باند فرود سنگفرش دارد. این فرودگاه در کشور اوگاندا قرار دارد و در ارتفاع ۹۶۰ متری از سطح دریا واقع شده‌است.